# Параолимпијски комитет Србије
Параолимпијски комитет Србије је основан 1999. године као комитет СР Југославије, да би мењао своје име у складу са променама имена државе, најпре у Параолимпијски комитет Србије и Црне Горе и коначно у Параолимпијски комитет Србије.

## Историја покрета код нас
На нашим просторима је прва организација која се бавила спортом особа са инвалидитетом била Савез за спорт и рекреацију инвалида Југославије – ССРИЈ и задатак му је био да подстиче, помаже, координира и организује психофизичку рехабилитацију и ресоцијализацију особа са инвалидитетом. Подаци државног завода за статистику кажу да су 1988. године у СФРЈ постојале 142 спортско–рекреативне организације у којима се 41 000 особа са инвалидитетом бавила спортом и да је са овим организацијама радило 45 плаћених и 685 стручњака–волонтера и 1 048 аматерских спортских радника. Тада је постојало и 7 спортско–рекреативних организација глувих и глувонемих са 807 чланова.

## Историја светског покрета
Идејни творац Параолимпијског покрета је др. Лудвиг Гутман. Покрет је настао из идеје др Гутмана да уведе спортске активности као део програма за рехабилитацију у Центру за повреде кичмене мождине у Стоук Мандевилу у Великој Британији, 1944. године. Претеча Параолимпијских игара су Стоук Мандевилске игре, које су први пута одржане 1952. године, док су прве Параолимпијске игре одржане 1960. године у Риму и на њима су се одржала такмичења у шест дисциплина: атлетици, пливању, кошарци, стоном тенису, мачевању и стреличарству, на њима је учествовало око 400 спортиста из 23 земље.
Од 1960. године се Параолимпијске игре одржавају сваке четири године, а од 1988. године се одржавају одмах након Олимпијских игара у истој земљи.

### Летње параолимпијске игре
- 1960. Рим, Италија
- 1960. Токио, Јапан
- 1968. Тел Авив, Израел
- 1972. Хајлделберг, Немачка
- 1976. Торонто, Канада
- 1980. Арнхем, Немачка
- 1984. Њујорк, САД и Ајлсбери, Велика Британија
- 1988. Сеул, Јужна Кореја
- 1992. Барселона, Шпанија
- 1996. Атланта, САД
- 2000. Сиднеј, Аустралија
- 2004. Атина, Грчка
- 2008. Пекинг, Кина
- 2012. Лондон, Велика Британија
- 2016. Рио де Женеиро, Бразил

### Зимске параолимпијске игре
- 1976. Омсколдсвик, Шведска
- 1980. Гело, Норвешка
- 1984. Инзбрук, Аустрија
- 1988. Инзбрук, Аустрија
- 1992. Тињ-Албертвиле, Француска
- 1994. Лилехамер, Норвешка
- 1998. Нагано, Јапан
- 2002. Салт Лејк Сити, САД
- 2006. Торино, Италија
- 2010. Ванкувер, Канада
- 2014. Сочи, Русија
- 2018. Пјеонгчанг, Јужна Кореја

Организацијом параолимпијских игара се од 1984. до 1989. године бавио се Интернационални координациони комитет (International Coordinating Committee – ICC). Од 1989. године национални параолимпијски комитети су удружени у Међународни параолимпијски комитет (International Paralympic Committee – IPC) чије је седиште у Бону у Немачкој.